# Placówka Straży Granicznej I linii „Skoroszów”

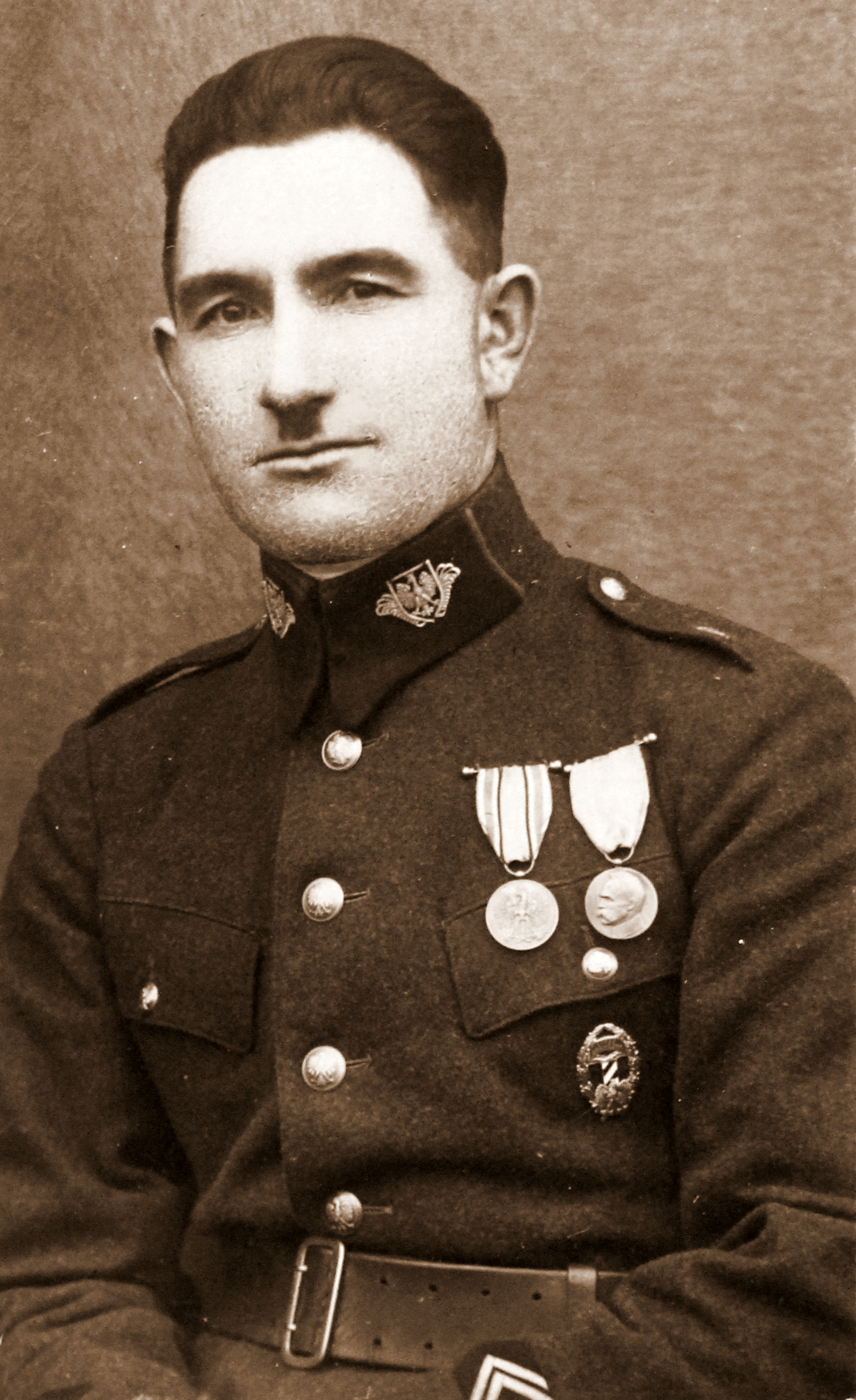
przodownik Józef Zając – kierownik placówki SG „Skoroszów”

Placówka Straży Granicznej I linii „Skoroszów” – jednostka organizacyjna Straży Granicznej pełniąca służbę ochronną na granicy polsko-niemieckiej w okresie międzywojennym.

## Geneza
Na wniosek Ministerstwa Skarbu, uchwałą z 10 marca 1920 roku, powołano do życia Straż Celną. Od połowy 1921 roku jednostki Straży Celnej rozpoczęły przejmowanie odcinków granicy od pododdziałów Batalionów Celnych. W 1921 roku na terenie Rychtala stacjonował sztab 4 kompanii 14 batalionu celnego. 4 kompania wystawiła placówkę w Skoroszowie. Proces tworzenia Straży Celnej trwał do końca 1922 roku. Placówka Straży Celnej „Skoroszów” weszła w podporządkowanie komisariatu Straży Celnej „Rychtal” z Inspektoratu SC „Ostrów”.

## Formowanie i zmiany organizacyjne
Rozporządzeniem Prezydenta Rzeczypospolitej Polskiej Ignacego Mościckiego z 22 marca 1928 roku, do ochrony północnej, zachodniej i południowej granicy państwa, a w szczególności do ich ochrony celnej, powoływano z dniem 2 kwietnia 1928 roku  Straż Graniczną.
15 września 1928 dowódca Straży Granicznej rozkazem nr 7  w sprawie zmian dyslokacji Wielkopolskiego Inspektoratu Okręgowego podpisanym w zastępstwie przez mjr. Wacława Szpilczyńskiego powołał i ustalił organizację  komisariatu „Rychtal”. Placówka Straży Granicznej I linii „Skoroszów” znalazła się w jego strukturze.

## Służba graniczna
W 1925 roku rozpoczęto budowę siedziby placówki wraz z mieszkaniami dla strażników. Strażnicy celni przeprowadzili się do nowych mieszkań w roku 1925
Sąsiednie placówki:
- placówka Straży Granicznej I linii „Rychtal” ⇔ placówka Straży Granicznej I linii „Proszów” − wrzesień 1928[7]

## Kierownicy/dowódcy placówki
| stopień    | imię i nazwisko | okres pełnienia służby | kolejne stanowisko |
| ---------- | --------------- | ---------------------- | ------------------ |
| przodownik | Józef Zając     | był w 1931             |                    |